# Пол Шехтер
Пол Шехтер (нар. 30 травня 1948) — американський астроном і космолог, почесний професор астрофізики в Массачусетському технологічному інституті.

## Біографія
Шехтер отримав ступінь бакалавра в Корнелльському університеті в 1968 році, а ступінь доктора філософії — в Каліфорнійському технологічному інституті в 1975 році. Він працював постдоком в Інституті перспективних досліджень та Університеті Аризони, а потім професором-асистентом в Гарварді. Він перейшов на свою нинішню посаду в Массачусетському технологічному інституті у 1988 році. У 2003 році Шехтер був обраний до Національної академії наук США.

## Наукові результати
Шехтер відомий визначенням того, що зараз відомо як функція світності Шехтера для галактик, а також роботою з Вільямом Пресом над тим, що зараз називається формалізмом Преса-Шехтера. Він також розробив точні методи для вимірювання дисперсії швидкостей галактик, проаналізував потік галактик на скупчення Діви та виконав точний аналіз гравітаційних лінз.